# Daugavpils

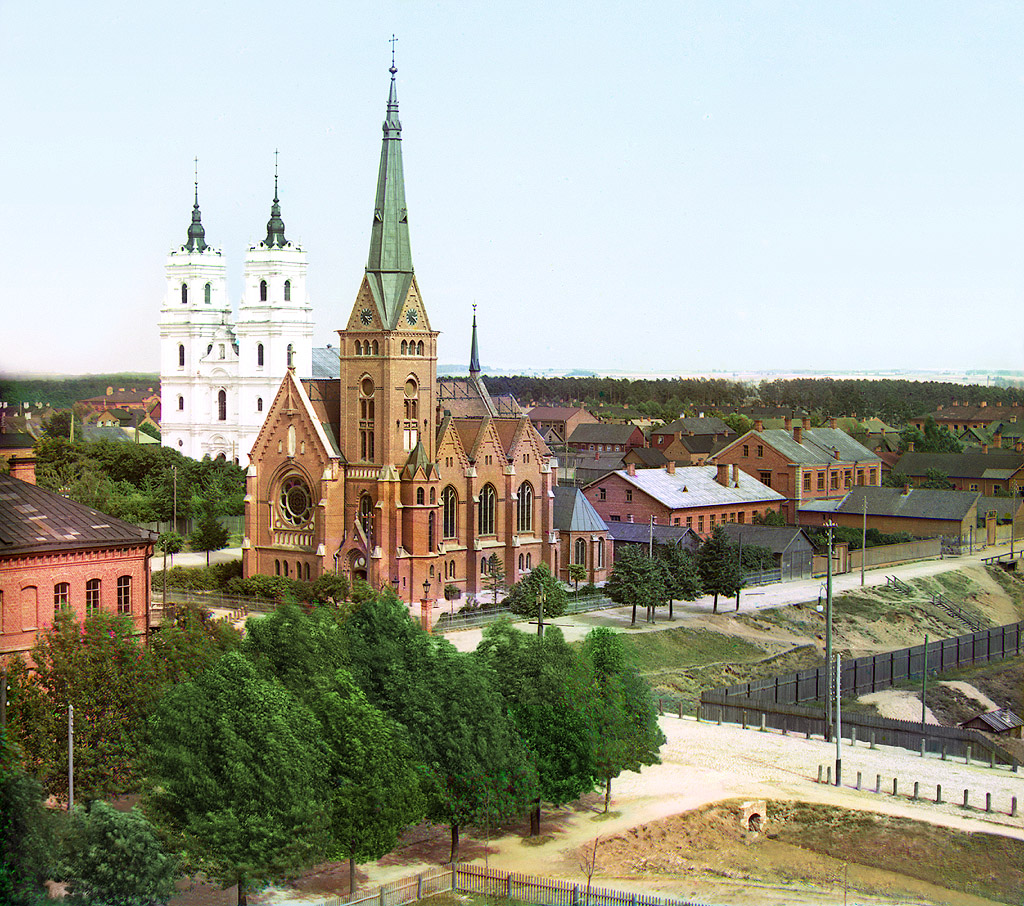
Daugavpils. Fotot är taget 1912 av ryske tsarens fotograf Sergej Prokudin-Gorskij.

Daugavpils är Lettlands näst största stad, belägen i sydöstra landsdelen, nära tregränsmötet med Belarus och Litauen och cirka 230 km från Riga. Namnet betyder på lettiska Daugava slott, eftersom floden Daugava flyter genom staden.

## Namn
Då Daugavpils har haft en befolkning med många olika etniska ursprung har staden många olika namn på olika språk, av vilka vissa ännu är i bruk.
- belarusiska: Даўгаўпілс (Daŭhaŭpils), Дзвінск (Dzvinsk), historiskt Дынабург (Dynaburh)
- estniska: Väinalinn
- finska: Väinänlinna
- tyska: Dünaburg
- litauiska: Daugpilis
- polska: Dyneburg, Dźwinów, Dźwińsk
- ryska: Даугавпилс, Невгин (Nevgin), Динабург (Dinaburg), Борисоглебск (Borisoglebsk 1656–1667), Двинcк (Dvinsk)
- jiddisch: דענעבורג (Dineburg)

Här följer en lista över stadens officiella namn i kronologisk ordning:
- Dünaburg (1275—1656)
- Borisoglebsk (1656—1667)
- Dünaburg (1667—1893)
- Dvinsk (1893—1920)
- Daugavpils (1920—idag)

Förväxla inte denna stads gamla namn med flera andra orter utefter floden Daugava (Düna) med liknande namn som också börjar med Düna- (Dünamunde nära Riga etc).

## Historik
Dünaburg anlades 1274 av Tyska orden, erövrades 1577 av ryske tsaren Ivan IV, men återtogs snart av polackerna och var därefter polskt till 1772 och huvudstad i Polska Livland. Den 29 september 1627 intogs Dünaburg efter fem dagars belägring av Jakob De la Gardie, som därefter lät bränna och förstöra slottet. Den 1 juli 1655 gav sig Dünaburg, som kort förut förgäves belägrats av ryssarna, åt fältmarskalken Lewenhaupt; svensk kommendant därstädes blev nu överstelöjtnant Hans Johansson Willigman, som sommaren 1656 försvarade sig mot de belägrande ryssarna och slutligen lät sig innebrännas hellre än att falla levande i deras händer.
Under ryskt styre hörde staden till guvernementet Vitebsk och kallades sedan 1893 officiellt Dvinsk. Stadens läge som järnvägsknut längs Petersburg–Warszawa-banan samt dess lätta samfärdsel med Riga gjorde den till en viktig medelpunkt för handeln, i synnerhet för lin-, hamp-, talg- och trävaruomsättningen. Fästningen, som var en av huvudstödjepunkterna i 3:e försvarslinjen mot väster, har enceinte och flera detacherade verk samt på vänstra flodstranden ett stort brohuvud, som ansågs vara ett av befästningskonstens mästerverk. Dünaburg var även ryska geniförvaltningens huvuddepå och verkstadsplats.

## Näringsliv
Idag har Daugavpils elektroteknisk och kemisk industri, över 25 skolor samt Saules College of Art och Pedagogiska institutionen av Riga universitet. Som i många andra gamla baltiska städer finns många kulturminnesmärken i form av byggnader och monument, bland dessa fortet från 1700-talet.

## Sport
- BFC Daugavpils

## Befolkning
Staden har 109 421 invånare (2005), av vilka majoriteten (över 85 %) är ryskspråkiga. En majoritet (54 %) är även ryssar, medan letter utgör en mindre del (17 %) jämte polacker (15 %) och vitryssar (8 %).

## Vänorter
- Sverige: Motala